# Gestalt (manga, 1992)
Pour les articles homonymes, voir Gestalt.
Gestalt (超獣伝説ゲシュタルト, Chōjū densetsu geshutaruto) est une série manga de Yun Kōga prépubliée dans le Fantastic Comic, un numéro spécial du Monthly Shōnen Gangan, à partir de juillet 1992, puis dans le Monthly GFantasy, remplaçant le Fantastic Comic, entre avril 1993 et février 2001. La série est publiée au format tankōbon en un total de 8 volumes par Enix puis Ichijinsha.
Le manga est adapté en un OVA de deux épisodes.

## Synopsis
Il y a bien longtemps, un dieu puissant nommé Gestalt avait été banni sur terre et avait trouvé refuge sur l'île connue sous le nom de G. Il était interdit de prononcer son nom car les gens avaient tellement peur de la colère du dieu qu'ils le considéraient comme une malédiction. Le Père Olivier est un prêtre ayant quitté son ordre et s'est rendu sur l'île de G afin de découvrir la vérité qui se cache derrière tout cela. Il finit par faire la connaissance d'une jeune fille nommée Ohri, qui se révèle une adepte de la magie.
Pendant ce temps, le chef de l'ordre engage une elfe noire, Suzu, pour retrouver Olivier et le ramener. Suzu le trouve assez facilement mais n'avait pas prévu la puissante sorcière en sa compagnie, Ohri, qui se débarrasse d'elle pour un temps. Comme si les choses n'étaient pas assez difficiles, l'île de G a son lot de monstres et d'utilisateurs de magie qui gênent leurs voyages.

## Médias

### Manga
Le manga est prépublié pour la première fois dans le le Monthly Gangan Fantasy d'Enix (renommé Monthly GFantasy dans le numéro d'avril 1994) entre avril 1993 et février 2001, après la publication du premier chapitre dans le Fantastic Comic (un numéro spécial du Monthly Shōnen Gangan qui a lancé Gangan Fantasy) le 25 juillet 1992 et rassemblé en un total de huit volumes tankōbon. La série est rééditée par Ichijinsha sous le label Zero-Sum Comics en 2005-2006, avec une nouvelle couverture. L'édition Ichijinsha est publiée en anglais par Viz Media.

### Liste des volumes

#### Édition Enix
| no | Japonais        | Japonais       |
| no | Date de sortie  | ISBN           |
| -- | --------------- | -------------- |
| 1  | 27 janvier 1994 | 978-4870255012 |
| 2  | mars 1995       | 978-4870255371 |
| 3  | février 1997    | 978-4870255777 |
| 4  | septembre 1997  | 978-4870255890 |
| 5  | mars 1998       | 978-4870252851 |
| 6  | février 1999    | 978-4870254435 |
| 7  | juin 2000       | 978-4757502505 |
| 8  | mars 2001       | 978-4757504400 |

#### Édition Ichijinsha
| no | Japonais        | Japonais          |
| no | Date de sortie  | ISBN              |
| -- | --------------- | ----------------- |
| 1  | 25 février 2005 | 978-4-7580-5131-6 |
| 2  | 25 février 2005 | 978-4-7580-5132-3 |
| 3  | 25 mai 2005     | 978-4-7580-5150-7 |
| 4  | 25 mai 2005     | 978-4-7580-5151-4 |
| 5  | 25 juillet 2005 | 978-4-7580-5162-0 |
| 6  | 25 juillet 2005 | 978-4-7580-5163-7 |
| 7  | 25 juillet 2006 | 978-4-7580-5238-2 |
| 8  | 25 juillet 2006 | 978-4-7580-5239-9 |

### CD drama
2 drama-CD sont commercialisés par Enix avec Kae Araki dans le rôle d'Ouri et Takehito Koyasu dans le rôle d'Olivier. Le premier CD dramatique sort en septembre 1994  et le second en avril 1996.

### OAV
Une adaptation OVA en deux épisodes est réalisée par Osamu Yamasaki avec une musique de Toshiyuki Ōmori ainsi que l'aide au casting de 81 Produce. Le premier épisode sort le 22 janvier et le second le 21 février 1997.
L'OVA est licencié en anglais par Media Blasters,. Le casting des CD dramatiques est le même que pour l'OVA.

### Romans
Un light novel en deux parties écrit par Chizuru Yoshikawa avec des illustrations de l'auteur original, Yun Kōga, intitulé Chōjū Densetsu Gestalt Rakuin no Junkyōsha (超獣伝説ゲシュタルト 烙印の殉教者) est publié par Enix sous le label GFantasy Novels . Le premier volume sort en mars 1999 et le deuxième en août 1999.

## Réception
Helen McCarthy déclare dans 500 Essential Anime Movies  que l'aspect comique, y compris les blagues et les parodies de jeux de rôle fantastiques, constituent « le principal argument de vente de la série ».